# Ivan Lokota
Ivan Lokota, plným jménem Prokop Ivan Lokota (3. června 1884 Velký Bočkov – 20. nebo 22. listopadu 1942 Oš), byl československý politik z Podkarpatské Rusi, meziválečný senátor a poslanec Národního shromáždění za Komunistickou stranu Československa.

## Biografie
Profesí byl dělníkem. Podle údajů z roku 1935 bydlel ve Velkém Bočkově. Za první světové války bojoval v rakousko-uherské armádě na východní frontě a dostal se do ruského zajetí. V zajateckém táboře se stal stoupencem bolševických myšlenek. Vstoupil do maďarské sekce ruské komunistické strany. V květnu 1919 se vrátil na Podkarpatskou Rus. Kominterna ho pověřila vybudováním struktur komunistické strany v tomto regionu. Stal se pak členem. Za hospodářské krize organizoval na Podkarpatské Rusi stávky, demonstrace a tzv. hladové pochody. V souladu s politikou Kominterny vystupoval radikálně.
V parlamentních volbách v roce 1929 byl zvolen do senátu Národního shromáždění. Této funkce byl ale zbaven výrokem volebního soudu. Po parlamentních volbách v roce 1935 se stal poslancem Národního shromáždění. Mandát ovšem nezískal, protože mu volební soud odepřel potvrdit mandát. Důvodem byl fakt, že Lokota byl roku 1934 odsouzen do vězení včetně ztráty volebního práva. Poslanecké křeslo tak získal jeho stranický kolega Olexa Borkaňuk. Celkem čelil čtyřem trestním řízením. V říjnu 1933 všechny jeho kauzy projednával Nejvyšší soud Československa. Šlo o případ z 1. srpna 1930, kdy při demonstraci v Mukačevu popouzel dav proti přítomným policistům a fyzicky se s nimi utkal. Byl za to později odsouzen na osm měsíců. 1. září 1930 vtrhl do areálu továrny v obci Čynadijovo a napadl zde pracující zaměstnance, kteří nepodporovali komunistickou stávku. I za to byl nad ním vynesen verdikt osmi měsíců žaláře. Další případ radikálního vystupování měl v Chustu. Za ten byl odsouzen na čtrnáct měsíců. 12. listopadu 1930 zase mluvil na veřejné schůzi o zavedení sovětského typu vlády. Krajský soud v Užhorodě ho za to odsoudil na dva roky. Vrchní soud v Košicích to změnil na osmnáct měsíců. Proti všem rozsudkům podal Lokota zmateční stížnost. Nejvyšší soud revidoval poslední uvedený případ na jeden rok vězení, ostatní rozsudky ponechal v platnosti. Čekalo ho zbavení poslaneckého mandátu a 42 měsíců ve vězení, z nichž cca 12 si již odseděl.
Podle zprávy z prosince 1936 byl Lokota v té době již přes čtyři roky ve vězení v Užhorodu. Ve sněmovně za něj interpeloval senátor Vasil Popovič. Přímluva za propuštění byla zdůvodňována mimo jiné tím, že má sedm dětí a trpí souchotinami.
Po rozpadu Československa a okupaci Podkarpatské Rusi Maďarskem dostal od Kominterny úkol organizovat ilegální komunistickou síť v regionu. To se mu nepodařilo a v meziválečné době silná KSČ se fakticky vytratila jako politický faktor. V roce 1940 emigroval do Sovětského svazu. V Kominterně čelil kritice za nesplnění úkolu a byl vyslán do odlehlé sovětské oblasti ve střední Asii, kde roku 1942 zemřel.